# Virgin Gorda

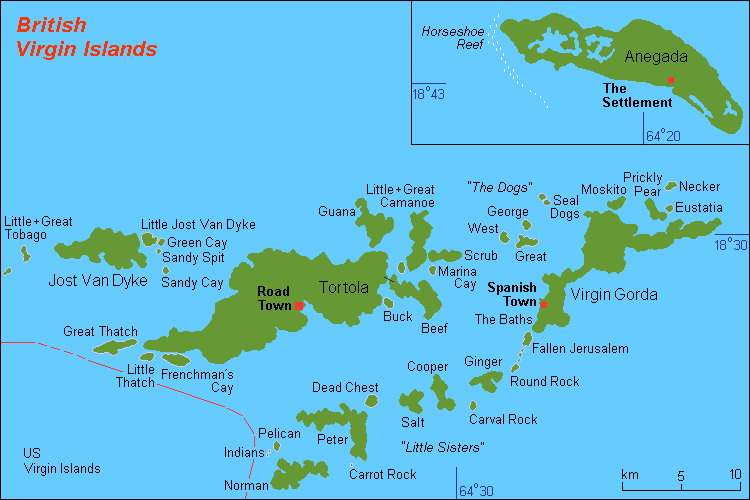
Brittiska Jungfruöarna

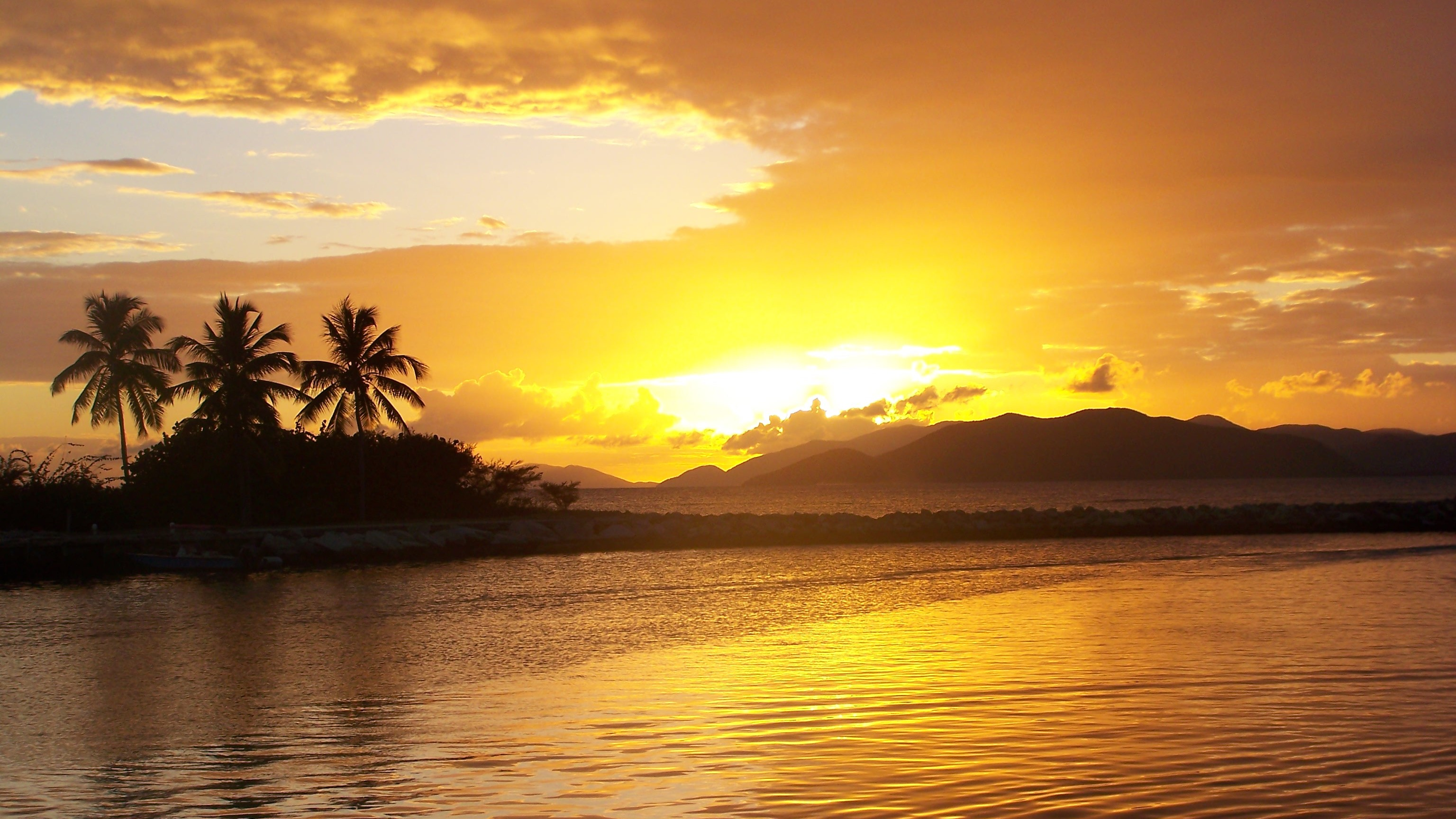
Solnedgång på Virgin Gorda

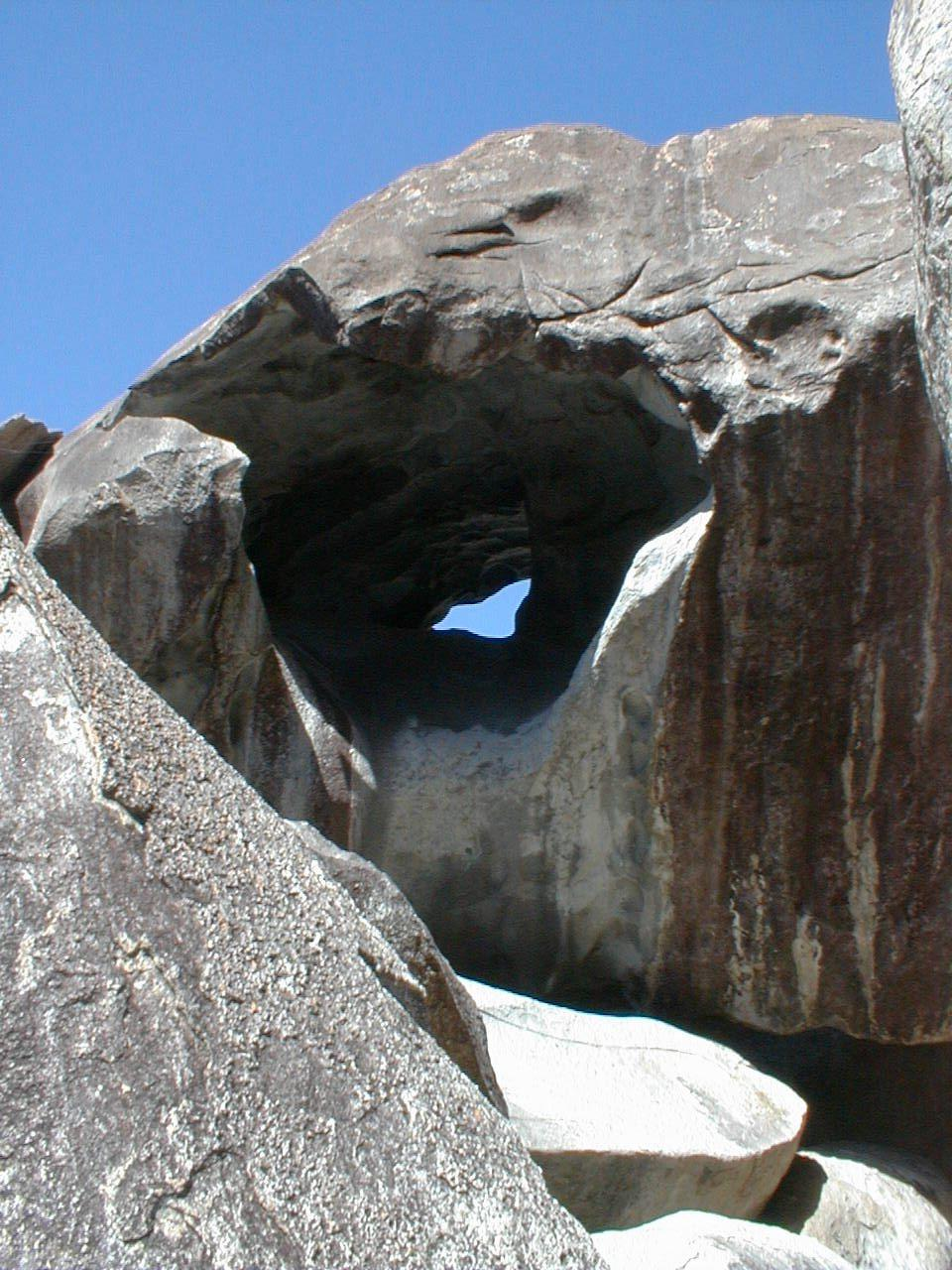
The Baths

Virgin Gorda (engelska Virgin Gorda) är en ö i ögruppen Brittiska Jungfruöarna i Västindien som tillhör Storbritannien.

## Geografi
Virgin Gorda ligger i Karibiska havet ca 11 km öster om huvudön Tortola och ca 40 km ösert om St John bland de Amerikanska Jungfruöarna.
Ön är av vulkaniskt ursprung och har en areal om ca 21 km². Den är den tredje största bland de stora öarna i ögruppen med en längd på ca 11 km och ca 2 km bred. Ön består egentligen av tre öar som förbinds av smala näs och runt ön ligger småöarna The Dogs med Great Dog, George Dog, West Dog och Seal Dogs samt Prickly Pear och Eustatia. Den högsta höjden är Gorda Peak på ca 457 m ö.h.
Befolkningen uppgår till ca 3.500 invånare där de flesta bor i huvudorten Spanish Town på öns västra del.
"The Baths" är en unik geologisk klippformation som finns på öns sydligaste udde och utgör öns populäraste turistmål efter stränderna, havet med ett antal undervattensgrottor.
Öns flygplats Virgin Gorda Airport (flygplatskod "VIJ") ligger öster om Spanish Town, ön har även dagliga färjeförbindelser från Tortola.

## Historia
Virgin Gorda upptäcktes 1493 av Christofer Columbus under sin andra resa till Nya världen som då lär ha döpt den till ”Den tjocka jungfrun”.
1672 införlivades ön i den brittiska kolonin Antigua.
Redan i början på 1500-talet bröts koppar i en rad gruvor på ön, den bäst bevarade gruvan är idag en "National Park".
1773 blev ön tillsammans med Anegada, Jost Van Dyke, Tortola samt de mindre öarna Ginger Island, Guana Island, Norman Island, Peter Island och Salt Island till det egna området Brittiska Jungfruöarna.
Idag är turism öarnas största inkomstkälla.